# Gonatium petrunkewitschi
Gonatium petrunkewitschi är en spindelart som beskrevs av Lodovico di Caporiacco 1949. Gonatium petrunkewitschi ingår i släktet Gonatium och familjen täckvävarspindlar.
Artens utbredningsområde är Kenya. Inga underarter finns listade i Catalogue of Life.